# Kuwejcko-iracka strefa bezpieczeństwa

Mapa Kuwejtu z zaznaczoną strefą bezpieczeństwa

Kuwejcko-iracka strefa bezpieczeństwa – długa na 190 km strefa pomiędzy Irakiem i Kuwejtem na całej długości wspólnej granicy tych dwóch państw, od Arabii Saudyjskiej do Zatoki Perskiej. Jej szerokość od strony Iraku wynosi 10 km, a od strony Kuwejtu 5. Została utworzona na polecenie Rady Bezpieczeństwa ONZ, by utrudnić ewentualną ponowną inwazję Iraku na Kuwejt.
Granica między Irakiem, a Kuwejtem została wytyczona przez ONZ w latach 1991–1993, a w 1994 uznał ją parlament Iraku.

## Bariera
Zapora wykonana jest z ogrodzenia utrzymywanego pod napięciem, wykonanego z drutu kolczastego, otoczonego przez szerokie i głębokie na 4,6 metra okopy, razem z wysokim na 3 metry piaskowym nasypem. Budowę rozpoczęto w 1991 roku.
W styczniu 2004 Kuwejt zdecydował się zainstalować nowe, długie na 217 km umocnienia wzdłuż istniejącej zapory, co spotkało się w następnych latach z protestami strony irackiej.

## Misja ONZ
Od 6 maja 1991 w strefie zdemilitaryzowanej działał UNIKOM (United Nations Iraq–Kuwait Observation Mission), powołany w sile 300 obserwatorów 5 maja 1991, przez Radę Bezpieczeństwa ONZ. Celem misji było najpierw monitorowanie wycofywania się sił wojskowych z obszaru zdemilitaryzowanego, a potem patrolowanie strefy bezpieczeństwa. Początkowo obserwatorzy byli nieuzbrojeni, a za utrzymywanie porządku w strefie odpowiedzialne były iracka i kuwejcka policja, jednak mandat misji rozszerzono w 1993 w reakcji na incydenty graniczne, wtedy też zwiększono jej liczebność do 3645 obserwatorów.
17 marca 2003 roku w związku z interwencją koalicji sił międzynarodowych na Irak misja została zawieszona. Większość obserwatorów opuściła strefę bezpieczeństwa, z wyjątkiem 12 oficerów wojskowych, 20 cywilów i części lokalnego personelu. Misja została ostatecznie zamknięta 6 października 2003 roku.